# Catedral de Fiesole

A Catedral de Fiesole (em italiano:  Cattedrale di San Romolo, Duomo di Fiesole), oficialmente Catedral de São Rômulo de Fiesole, é uma catedral católica romana de Fiesole, Toscânia, Itália. É a sede do bispo de Fiesole e é dedicada a São Rômulo.

## História
A primeira catedral de Fiesole situava-se mais abaixo da colina que a atual e fora construída, segundo a tradição, sobre o local do martírio de São Rômulo de Fiesole. Em 1028, a atual catedral foi fundada pelo bispo Jacopo, o bávaro, para substituí-la, como ele desejava que estivesse dentro dos muros da cidade. A antiga catedral foi convertida em uma abadia beneditina e ficou conhecida como "Badia di Fiesole". Foi reconstruída em 1466 por um discípulo de Filippo Brunelleschi. Sua fachada, datada do século XI, ainda está preservada. Ele contém trabalhos notáveis de Mino da Fiesole. A abadia foi fechada em 1778.

## Descrição
O exterior é românico. A catedral é construída na planta da basílica com uma nave e dois corredores separados por colunas de pedra com capitéis decorados com figuras e animais. Possui um presbitério elevado sobre a cripta e um teto treliçado. O pitoresco campanário com ameias foi construído em 1213. A igreja foi restaurada em 1256.

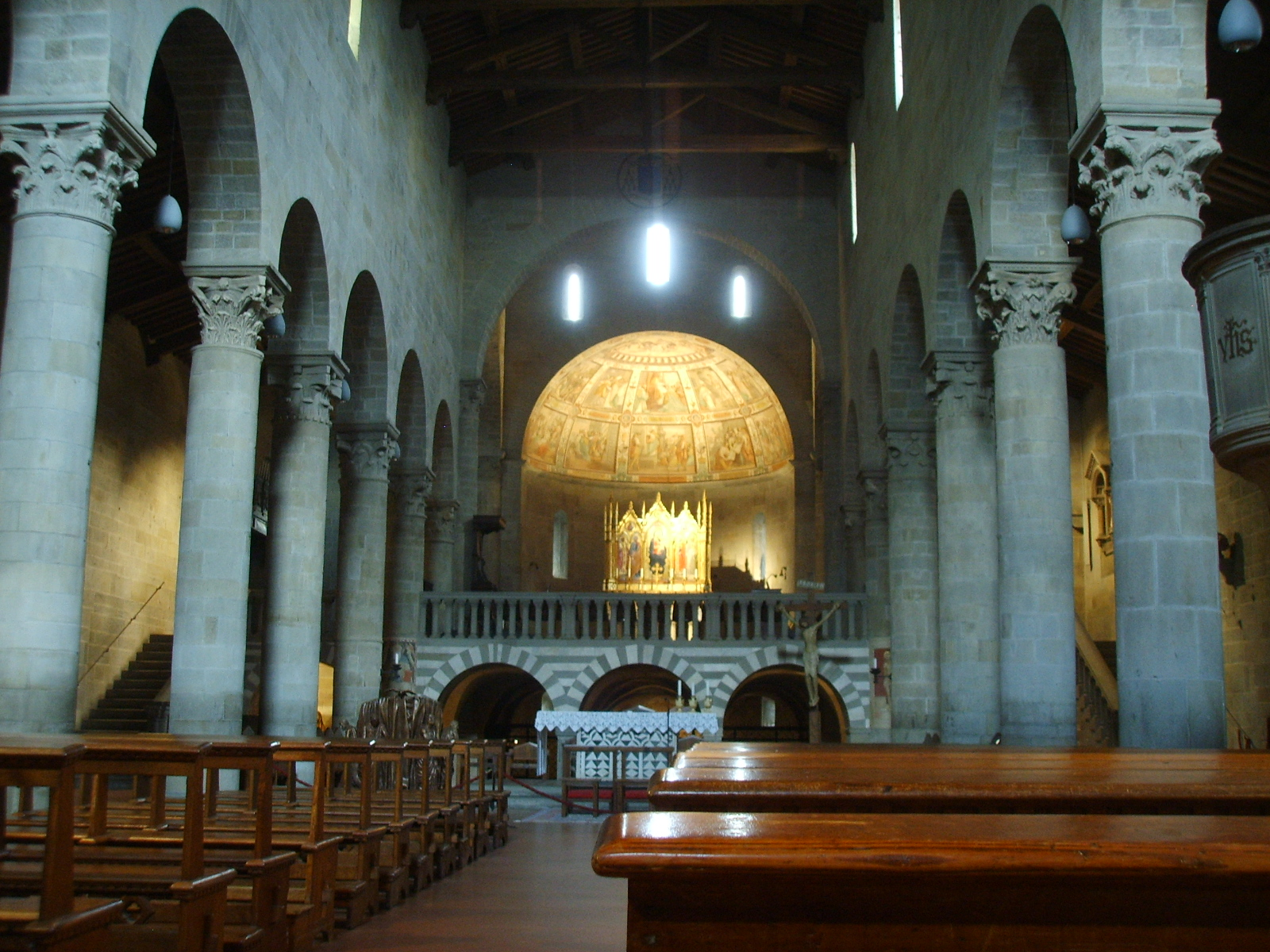
O interior liso e majestoso

O interior tem pouca decoração, além do altar de mármore (1273) e dois afrescos, representando São Bento (c. 1420) e São Sebastião de Pietro Perugino (final do século XV). No presbitério é um políptico das Três histórias de São Nicolau, de Bicci di Lorenzo, encomendado em 1450. Na capela de Salutati fica o monumento funerário do bispo Leonardo Salutati, executado por Mino da Fiesole. Na capela canônica, há um altar de mármore de Andrea Ferrucci (1492-1494).

Na contra-fachada está uma enorme estátua de São Romulus, de Giovanni della Robbia (1521). As pequenas colunas da cripta têm capitéis do século XI, talvez retiradas da construção original. A decoração inclui medalhões góticos tardios no cofre, enquanto na parede esquerda há um ciclo das Histórias de São Romulus pela escola de Domenico Ghirlandaio. A capela funerária dos bispos tem um ícone do século XIII atribuído a um "Mestre de Bigallo", retratando a Madona e a Criança (1215-1220).